# Bél község
Bél község (románul: Comuna Beliu) község Arad megyében, Romániában. Központja Bél, beosztott falvai Benyefalva, Boklya, Bélmocsolya, Felsőszakács, Tagadómedgyes.

## Népessége
A 2011-es népszámlálás adatai alapján a község népessége 3057 fő volt.